# Baltazár
Pour les articles homonymes, voir Baltazar.
Baltazár (Alyp-bi) : ?-390. Fils de Balambér. Il mena les Huns dans la basse vallée du Don. Il est inhumé sur la montagne Kuyantau (actuelle Kiev).